# Caolinita
La caolinita és un mineral de la classe dels silicats. Es tracta d'una argila blanca molt pura que s'utilitza per a la fabricació de porcellanes i d'aprestos per emmidonar. El caolí és un sòl natural en què abunda la caolinita, que li aporta sovint un color blanc.
El seu nom ve del xinès: 高陵, pinyin: gāolíng; significa 'turó alt', que indicava a la província de Kiangsi a prop de Jauchu Fa, el lloc on els xinesos van trobar per primera vegada aquest tipus d'argila al natural. El nom prové de la versió francesa de la paraula: kaolin, a partir d'informes de Francois Xavier d'Entrecolles de Jingdezhen. A l'Àfrica, el caolí és de vegades conegut com a kalaba (a Gabon i Camerun).

## Característiques
És un silicat d'alumini hidratat format per la descomposició del feldespat i altres silicats d'alumini per l'acció de l'aigua i del diòxid de carboni. La seva fórmula és Al₂Si₂O₅(OH)₄.
Està format per petites capes hexagonals planes. En la seva estructura cristal·lina es distingeixen dues làmines: una formada per tetraedres, en els vèrtexs de les quals se situarien els àtoms d'oxigen i el centre estaria ocupat per l'àtom de silici, i una altra formada per octàedres, en els vèrtexs se situarien els àtoms del grup hidròxid i l'oxigen, i en el centre l'àtom d'alumini.
Segons la classificació de Nickel-Strunz, la caolinita pertany a «09.ED: Fil·losilicats amb capes de caolinita, compostos per xarxes tetraèdriques i octaèdriques» juntament amb els següents minerals: dickita, nacrita, odinita, hal·loysita, hisingerita, hal·loysita-7Å, amesita, antigorita, berthierina, brindleyita, caryopilita, crisòtil, cronstedtita, fraipontita, greenalita, kellyita, lizardita, manandonita, nepouita, pecoraïta, guidottiïta, al·lòfana, crisocol·la, imogolita, neotocita, bismutoferrita i chapmanita.
Les dificultats sorgeixen quan s'intenta explicar la formació de caolinita en condicions atmosfèriques mitjançant l'extrapolació de les dades termodinàmiques de les síntesis a alta temperatura més exitoses. La Iglesia i Van Oosterwijk-Gastuche (1978) van pensar que les condicions sota les quals la caolinita nuclear pot deduir-se dels diagrames d'estabilitat, basats com estan en les dades de dissolució. A causa de la manca de resultats convincents en els seus propis experiments, La Iglesia i Van Oosterwijk-Gastuche (1978) van haver de concloure, però, que hi havia altres factors, encara desconeguts, implicats en la nucleació a baixa temperatura de la caolinita. A causa de les taxes de cristal·lització molt lentes observades de la caolinita a partir de la solució a temperatura ambient, Fripiat i Herbillon (1971) van postular l'existència d'altes energies d'activació a la nucleació a baixa temperatura de la caolinita.
A altes temperatures, els models termodinàmics d'equilibri semblen ser satisfactoris per a la descripció de la dissolució i nucleació de caolinita, ja que l'energia tèrmica és suficient per superar les barreres energètiques implicades en el procés de nucleació. La importància de les síntesis a temperatura ambient i pressió atmosfèrica per a la comprensió del mecanisme implicat en la nucleació dels minerals argilosos rau en la superació d'aquestes barreres energètiques. Com indiquen Caillère i Hénin (1960) els processos implicats hauran de ser estudiats en experiments ben definits, perquè és virtualment impossible aïllar els factors implicats per mera deducció de complexos sistemes fisicoquímics naturals com el sòl de medi ambient.
Fripiat i Herbillon (1971), en una revisió sobre la formació de la caolinita, va plantejar la qüestió fonamental de com un material desordenat (i. e., la fracció amorfa dels sòls tropicals) pot transformar-se en una estructura ordenada. Aquesta transformació sembla tenir lloc als sòls sense grans canvis a l'entorn, en un període relativament curt i a temperatura ambient (i pressió).
La síntesi a baixa temperatura de minerals argilosos (amb la caolinita com a exemple) presenta diversos aspectes. En primer lloc, l'àcid silícic que s'ha de subministrar al vidre en creixement ha d'estar en forma monomèrica, és a dir, la sílice ha d'estar present en una solució molt diluïda (Caillère et al., 1957; Caillère i Hénin, 1960; Wey i Siffert, 1962; Millot, 1970). Per evitar la formació de gels amorfs de sílice que precipiten de les solucions sobresaturades sense reaccionar amb els aluminis o magnesis per formar silicats cristal·lins, l'àcid silícic ha d'estar present en concentracions inferiors a la solubilitat màxima de la sílice amorfa. El principi subjacent a aquest requisit previ es pot trobar en la química estructural: "Com que els ions polisilicats no són de mida uniforme, no es poden disposar juntament amb els ions metàl·lics en una xarxa cristal·lina regular". (Iler, 1955, p. 182)
El segon aspecte de la síntesi a baixa temperatura de la caolinita és que els cations d'alumini han d'estar hexacoordinats respecte a l'oxigen (Caillère y Hénin, 1947; Caillère i al. , 1953; Hénin i Robichet, 1955). Gastuche et al. (1962) i Caillère i Hénin (1962) han arribat a la conclusió que la caolinita només es pot formar quan l'hidròxid d'alumini està en forma de gibbsita. En cas contrari, el precipitat format serà un "gel mixt alumini-silícic" (en paraules de Millot, 1970, p. 343). Si fos l'únic requisit, podrien obtenir grans quantitats de caolinita simplement afegint pols de gibbsita a una solució de sílice. Indubtablement es produiria un grau d'adsorció marcat de la sílice en solució per les superfícies de la gibbsita, però, com ja s'ha esmentat, la mera adsorció no crea la xarxa de capes típica dels vidres de caolinita.
El tercer aspecte és que aquests dos components inicials s'han d'incorporar a un vidre mixt amb una estructura de capes. A partir de la següent equació (donada per Gastuche i DeKimpe, 1962) per a la formació de caolinita
{\displaystyle {\ce {2Al(OH)3 + 2H4SiO4 -> Si2O5 . Al2(OH)4 + 5H2O}}}
es pot observar que s'han d'eliminar cinc molècules d'aigua de la reacció per cada molècula de caolinita formada. Gastuche i DeKimpe (1962) han aportat proves de camp que il·lustren la importància de l'eliminació d'aigua de la reacció de la caolinita. Mentre estudiaven la formació del sòl en una roca basàltica a Kivu (Zaïre), van observar com l'aparició de caolinita depenia del “grau de drenatge” de la zona en qüestió. Es va observar una clara distinció entre les zones amb un bon drenatge (és a dir, zones amb una marcada diferència entre les estacions humida i seca) i les zones amb un drenatge deficient (és a dir, zones pantanoses perennes). La caolinita només es va trobar a les zones amb una clara alternança estacional entre humides i seques. La possible importància de l'alternança de condicions humides i seques en la transició d'al·lòfan a caolinita ha estat subratllada per Tamura i Jackson (1953). El paper de les alternances entre humectació i dessecació en la formació de caolinita també ha estat assenyalat per Moore (1964).

### Síntesi de laboratori
Les síntesis de caolinita a altes temperatures (més de 100 ºC) són relativament ben conegudes. Existeixen per exemple les síntesis de Van Nieuwenberg i Pieters (1929); Noll (1934); Noll (1936); Norton (1939); Roy i Osborn (1954); Roy (1961); Hawkins i Roy (1962); Tomura et al. (1985); Satokawa et al. (1994) i Huertas et al. (1999).
Es coneixen relativament poques síntesis a baixa temperatura (cf. Brindley i DeKimpe (1961); DeKimpe (1969); Bogatyrev et al. (1997)).
Les síntesis de laboratori de caolinita a temperatura ambient i pressió atmosfèrica han estat descrites per DeKimpe et al. (1961). A partir d'aquestes proves, el paper de la periodicitat és clar de manera convincent. DeKimpe et al. (1961) havien utilitzat addicions diàries d'alúmina (com AlCl3·6 H2O) i sílice (en forma de silicat d'etil) durant almenys dos mesos. A més, cada dia s'ajustava el pH afegint àcid clorhídric o hidròxid de sodi. Aquestes addicions diàries de Si i Al a la solució en combinació amb les valoracions diàries amb àcid clorhídric o hidròxid sòdic durant almenys 60 dies hauran introduït l'element necessari de periodicitat.
Només ara el paper real del que s'ha descrit com "l'envelliment" (Alterung) dels aluminosilicats amorfs (com per exemple Harder, 1978). Com a tal, el temps no produeix cap canvi en un sistema tancat en equilibri; però una sèrie d'alternances de condicions periòdicament canviants (per definició, tenint lloc en un sistema obert) produirà la formació a baixa temperatura de més i més caolinita de fase estable en lloc de silicats d'alumini amorfs (mal definits).

## Llocs on es troba
Els jaciments són força abundants. Actualment es troba en Tamame (Zamora), Arguisuelas (Conca), Carboneras de Guadazaón (Conca), Merías (Astúries), Poveda de la Serra (Guadalajara), Alcoroches (Guadalajara), Vimianzo (La Corunya), La Zarza (Badajoz), Andilla (València), Embid de Ariza (Saragossa) i Riodeva (Terol). Fora d'Espanya, és present a Cornualla (Regne Unit), a Malàisia, a la localitat de Mutquín (Argentina) i en el municipi de La Unión (Colòmbia).

## Ús[calcitació]
El caolí és utilitzat en la preparació de pintures de cautxú o emulsionades, ja que per la seva blancor és d'alt grau de rendiment. Alhora s'utilitza com a espessidor.
- Paper: Com càrrega i recobriment del paper. En l'acabat de paper d'art i tapís i en paper corrugat. Redueix la porositat i dona suavitat i brillantor a la superfície.
- Refractaris: En l'elaboració de perfils, blocs i maons refractaris, així com en maons d'alta alúmina. En l'elaboració de ciment refractari i resistent als àcids. En caixes d'argila refractària per coure terrisseria fina.
- Ceràmica: En la fabricació de sanitaris, menjadors, porcellana elèctrica i teules d'alt grau, vaixelles, objectes de bany, refractaris i caixes d'argila refractària per coure terrisseria fina.
- Vidre: En la formulació de plaques de vidre.
- Pintures: En l'elaboració de pigments d'extensió per a pintures i en la fabricació de tintes. S'usa com dilatador per la seva inèrcia química, suau fluïdesa, facilitat de dispersió i per no ser abrasiu. En pintures d'aigua amb lliga d'oli, a base de silicat i al tremp, en pintures per a motlles de fosa, en pigments per al color ultramarí. Dona suavitat i brillantor a la superfície, millora la durabilitat de la mateixa i redueix la quantitat de pigment necessari.
- Plàstics: És usat com a farcit en hules i plàstics i auxiliar en processos de filtració. En revestiments plàstics per productes i teules plàstiques. Es barreja bé amb oleoresinas en plàstics i millora la rigidesa i la duresa d'aquest.
- Agroquímics: Forma part dels components d'insecticides i pesticides bé com a material d'acompanyament a insecticides presentats en pols o bé sol, faig servir aquest avui en alça per al control de determinades plagues agrícoles, com ara la mosca de l'olivo1 sobretot en agricultura ecològica. També s'està veient el seu ús en la protecció de les cremades solars o cops de sol en els fruits per la seva capacitat per absorbir les ones curtes de la radiació solar.
- Farmacèutica: En l'elaboració de medicaments per ser químicament inert i lliure de bacteris.
- Medicina: S'utilitza com adsorbent en certs casos de diarrea juntament amb la pectina.
- Cosmètics: És un dels principals components dels cosmètics. Absorbeix humitat, millora les bases blanques per colors, s'adhereix a la pell i té textura suau.
- Construcció: Usat com terraplè i com a material cru en la formulació de crisolita i plaques de vidre. Usat per produir argiles pesants. En pistes per aterratge d'avions i en barreges termoplàstiques per ensostrar. Com farciment en linòleum i en ciments resistents als àcids i refractaris. En coixins de feltre per páneles o taulers de metall. En revestiments plàstics per productes, maons per a pisos i per segellar barreges. En mescles termoplàstiques per ensostrar. En el concret millora la durabilitat, remou l'hidròxid de calci químicament actiu, millora la porositat i l'adhesió entre el ciment, la sorra i la grava.
- Material elèctric: És usat en la fabricació de cable elèctric, en recobriments i aïllants elèctrics. Dona resistència tèrmica.
- Cautxú: Per reforçar el cautxú i fer-lo més rígid.
- Hule: En la indústria de l'hule és usat com a càrrega i per la seva resistència a la humitat i atac químic. Barreja bé amb l'hule, li incrementa la duresa i durabilitat.
- Metalls: En rodes abrasives, per soldar cobertes en varetes i en material d'adherència en fosa
- Química: En l'elaboració de productes com sulfat d'alumini, alúmina i alum, en catalitzadors i absorbents, en l'acabat de tèxtils, en sabó, recobriments, adoberia i productes d'asbest, en rodes abrasives, com a material d'adherència en fosa i per soldar cobertes en varetes.

### Industrials i alimentaris
El caolí s'utilitza per a la fabricació de porcellanes i d'aprestos per emmidonar. També és utilitzada en certs medicaments que la matèria no és molt pura, s'utilitza en la fabricació de paper. Conserva el seu color blanc durant la cocció. En les indústries s'usa com a farciment per a la creació o transformació. Molt usat en la indústria de la fabricació de pintura viníliques (base aigua) i en la fabricació de peces de plàstic per mitjà d'injecció. En la indústria alimentària és usat com antiaglomerant i antihumectant (per la seva qualitat d'absorció).

### Altres usos
- S'utilitza caolí com talc per a realització de pleurodesi química (segellat de les pleures) en cirurgia de tòrax.
- Com absorbent gastrointestinal.
- Actualment el caolí també és usat en tractaments de bellesa, s'aplica després de tractaments d'exfoliació i com blanquejant de la pell.
- Emprat freqüentment en talcs per a peus i màscares facials, pels seus efectes desinflamatorios, astringents i correctors d'excés de sèu.

### Prevenció de Riscos
L'exposició a la pols de caolí pot ser causa d'una malaltia pneumoconiótica, la caolinosis. Aquesta es produeix en dipositar i acumular partícules en els pulmons. Originen pneumopaties i alteracions fibròtiques degeneratives del teixit pulmonar. La prevenció s'ha de fer amb màscares adequades a la mida d'aquestes partícules.